# Успеновка (Завитинский район)
В Амурской области также есть Успеновка в Белогорском районе, Успеновка в Бурейском районе и Успеновка в Ивановском районе.
Успе́новка — село в Завитинском районе Амурской области России. Административный центр Успеновского сельсовета.

## География
Село Успеновка расположено к юго-западу от города Завитинска.
Дорога к селу Успеновка идёт на запад от автотрассы Завитинск — Поярково, из окрестностей села Камышенка.
Расстояние до Камышенки — 6 км, расстояние до районного центра города Завитинск — 16 км.
На юго-запад от села Успеновка идёт дорога на левый берег реки Завитая, к сёлам Албазинка и Платово.

## Население
| 2002 | 2010 | 2012 | 2013 | 2014 | 2015 | 2016 |
| ---- | ---- | ---- | ---- | ---- | ---- | ---- |
| 406  | ↘319 | ↘305 | ↘296 | ↗297 | ↘291 | ↘280 |
| 2017 | 2018 |      |      |      |      |      |
| ↗281 | ↘275 |      |      |      |      |      |

## Улицы
В селе имеются две улицы: Молодёжная и Центральная. 

## Экономика
Сельскохозяйственные предприятия Завитинского района.